# Paginación de Stephanus

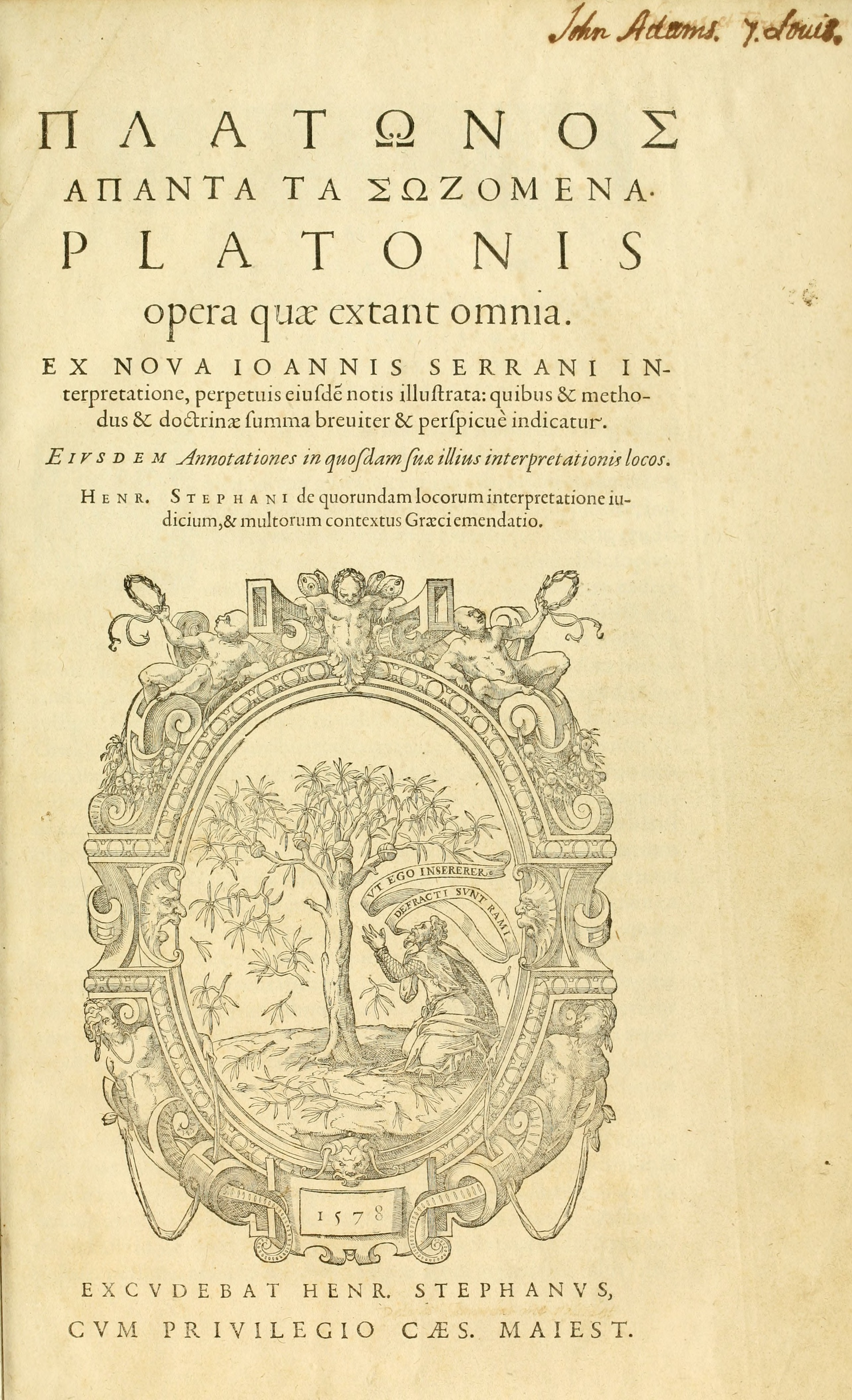
Portada de la edición de los diálogos por Henri Estienne

La paginación de Stephanus es el sistema de referencia y organización que se emplea en las ediciones y traducciones modernas de las obras de Platón , así como de las de Plutarco. Las obras de Platón y Plutarco se dividen en números, y cada número se divide en secciones de igual tamaño según las letras a, b, c, d y e. Este sistema se usa a menudo para citar a Platón: por ejemplo, Symposium 172a remitiría al lector al comienzo de El banquete de Platón.
Aunque la Editio princeps de las obras de Platón es la de la Imprenta Aldina de 1513, el sistema de paginación Stephanus se basa en la edición de Platón realizada por Henricus Stephanus (Henri Estienne) en 1578, que constaba de tres volúmenes: Platonis opera quae extant omnia. Los números remiten a las páginas de los diversos volúmenes de dicha edición. Ninguna de las obras está dividida en dos volúmenes, de manera que nunca hay ocurrencias múltiples de un mismo número de página para una obra. Pero como, sin embargo, había varios volúmenes en la edición de Stephanus, hay que usar los números junto al título de la obra para que la referencia sea exacta; por ejemplo, «172a» a secas podría remitir a pasajes de varios diálogos, pero «Symposium 172a» remite a un único pasaje. 
Las citas más específicas a menudo añaden el número de línea; por ejemplo, 209a5-9, pero generalmente esta numeración remite a la edición de John Burnet en la colección Oxford Classical Texts (Scriptorum Classicorum Bibliotheca Oxoniensis) y no a las divisiones de líneas de la edición de Stephanus.
El diálogo apócrifo Halción se incluyó en el corpus de las obras de Luciano, por lo que no sigue la paginación de Stephanus.
El sistema equivalente para el corpus de Aristóteles son los números de Bekker.

## La paginación de la edición de Stephanus

### Volumen 1
- (2a-16a) Eutifrón
- (17a-42a) Apología de Sócrates
- (43a-54e) Critón
- (57a-118a) Fedón
- (121a-131a) Teages

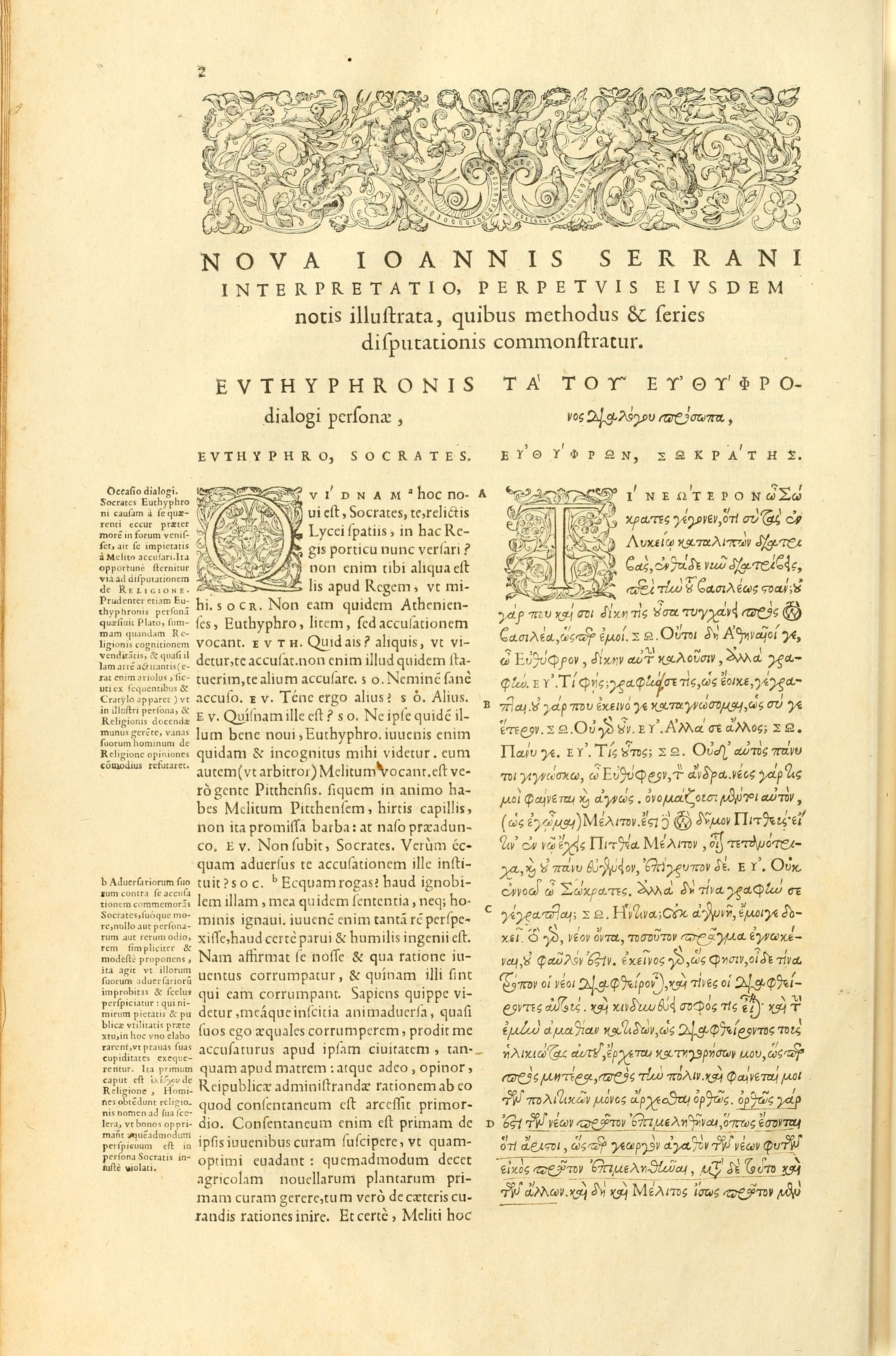
Primera página del Eutifrón

- (132a-139a) Anterastes (o Amatores, o Los rivales)
- (142a-210d) Teeteto
- (216a-268b) El sofista
- (271a-307c) Eutidemo
- (309a-362a) Protágoras
- (363a-376c) Hipias menor
- (383a-440e) Crátilo
- (447a-527e) Gorgias
- (530a-542b) Ion

### Volumen 2
- (11a-67b) Filebo
- (70a-100b) Menón
- (103a-135e) Primer Alcibíades
- (138a-151c) Segundo Alcibíades
- (153a-176d) Cármides
- (178a-201c) Laques
- (203a-223b) Lisis
- (225a-232c) Hiparco
- (234a-249e) Menéxeno
- (257a-311c) El político
- (313a-321d) Minos
- (327a-354c) La repúbica, libro I
- (357a-383c) La república, libro II
- (386a-417b) La república, libro III

- (419a-445e) La república, libro IV
- (449a-480a) La república, libro V
- (484a-511e) La república, libro VI
- (514a-541b) La república, libro VII
- (543a-569c) La república, libro VIII
- (571a-592b) La república, libro IX
- (595a-621d) La república, libro X
- (624a-650b) Leyes, libro I
- (652a-674c) Leyes, libro II
- (676a-702e) Leyes, libro III
- (704a-724b) Leyes, libro IV
- (726a-747e) Leyes, libro V
- (751a-785b) Leyes, libro VI
- (788a-824a) Leyes, libro VII
- (828a-850c) Leyes, libro VIII
- (853a-882c) Leyes, libro IX
- (884a-910d) Leyes, libro X
- (913a-938c) Leyes, libro XI
- (941a-969d) Leyes, libro XII
- (973a-992e) Epinomis

### Volumen 3

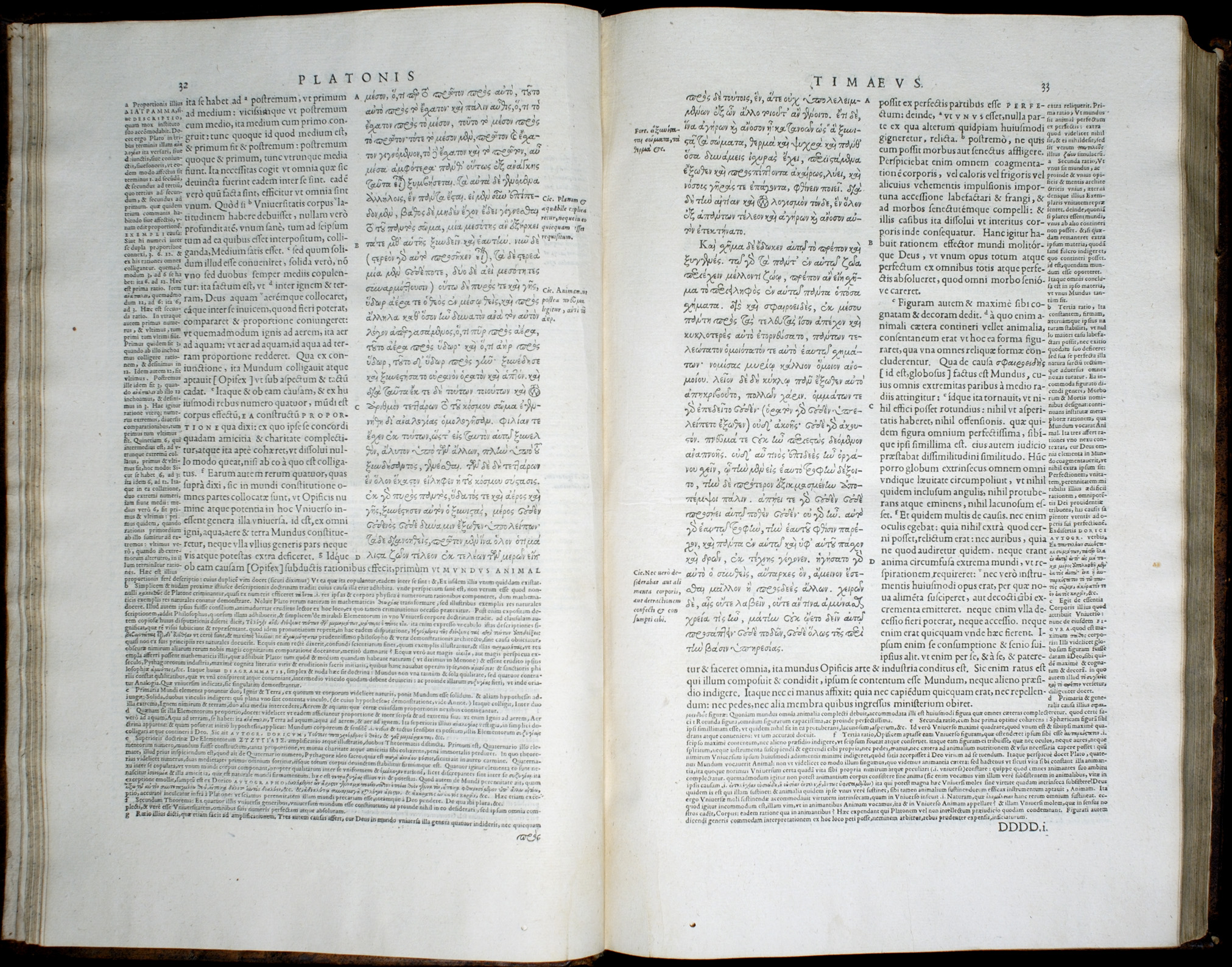
Página 32 y 33 del tercer volumen de la edición de los diálogos por Henri Estienne, correspondiente al Timeo

- (17a-92c) Timeo
- (106a-121c) Critias
- (126a-166c) Parménides
- (172a-223d) El banquete
- (227a-279c) Fedro
- (281a-304e) Hipias mayor
- (309a–363e) Cartas
  - (309a-310b) Carta I
  - (310b-315a) Carta II
  - (315a-319e) Carta III
  - (320a-321c) Carta IV
  - (321c-322c) Carta V
  - (322c-323d) Carta VI
  - (323d-352a) Carta VII
  - (352b-357d) Carta VIII
  - (357d-358b) Carta IX
  - (358b-358c) Carta X
  - (358d-359c) Carta XI
  - (359c-359e) Carta XII
  - (360a-363e) Carta XIII
- (364a-372a) Axíoco
- (372a-375d) De la justicia
- (376a-379d) De la virtud
- (380a-386b) Demódoco
- (387b-391d) Sísifo
- (392a-406a) Erixias
- (406a-410e) Clitofonte
- (411a-416a) Definiciones